# Соловьёв, Вадим Георгиевич
Вади́м Гео́ргиевич Соловьёв (род. 29 июля 1958) — депутат Государственной Думы РФ, член фракции КПРФ, руководитель Юридической службы ЦК КПРФ. С 2004 года секретарь Центрального комитета КПРФ. Был членом КПСС с 1989 г. (с 1993 — КПРФ).

## Биография
Родился 29 июля 1958 года в селе Сергеевка Красноармейского района Донецкой области.
Трудовую деятельность начал трактористом в «Сельхозтехнике». 
В 1976—1978 годах проходил срочную службу по призыву в погранвойсках КГБ СССР. После увольнения в запас поступил в МГУ им. М. В. Ломоносова на дневное отделение юридического факультета. 
В 1984 году окончил с отличием юридический факультет МГУ им М. В. Ломоносова.
В 1984—1987 гг. — начальник юридического отдела Московского шёлкового комбината им. П. П. Щербакова.
В 1987—1990 гг. — народный судья Куйбышевского районного народного суда г. Москвы.
В 1990—1991 гг. — консультант Федерации независимых профсоюзов России.
В 1991—1993 гг. — начальник юридической службы Объединения независимых рабочих профсоюзов.
В 1996 году 38-летний Соловьёв вступил в КПРФ. С 1996 года член Центральной контрольно-ревизионной комиссии КПРФ, член президиума Центральной контрольно-ревизионной комиссии КПРФ.
С конца 1990-х до 2007 годах — член Центральной Избирательной комиссии РФ с правом совещательного голоса от КПРФ.
В сентябре 1996 года на выборах губернатора Ростовской области кандидат от КПРФ Леонид Иванченко занял второе место и обратился в областной суд. Вадим Соловьёв также участвовал в судебном противоборстве «КПРФ — избирком Ростовской области», к маю 1997 года дошедшего до Верховного суда РФ.
В 1998 году окончил факультет государственного и муниципального управления Российской академии госслужбы при Президенте РФ.
С 3 июля 2004 года — секретарь Центрального комитета КПРФ по правовым вопросам, руководитель юридической службы Центрального комитета КПРФ.

### Государственная дума
5 созыв (2007—2011)
Осенью 2007 года был выдвинут на выборах в Государственную думу 5 созыва в составе списка КПРФ. Депутаты избирались по пропорциональной системе на 4 года. По итогам состоявшихся 2 декабря 2007 выборов КПРФ набрала 11,57 % голосов и получила 57 мест. Один из мандатов был передан Вадиму Соловьёву. В Госдуме 5 созыва, был членом фракции КПРФ, членом комитета Госдумы по конституционному законодательству и государственному строительству
6 созыв (2011—2016)
Осенью 2011 года был выдвинут на выборах в Государственную думу 6 созыва в составе списка КПРФ. Депутаты избирались по пропорциональной системе на 5 лет. По итогам состоявшихся 4 декабря 2011 года выборов КПРФ набрала 19,19 % голосов и получила 92 места. Один из мандатов был передан Вадиму Соловьёву. После этих выборов в КПРФ заявили, что выборы были нечестными, несправедливыми и не соответствовали международным стандартам, однако подавать иск в Верховный суд России с требованием отменить итоги выборов не стали. Соловьёв тогда отметил, что не верит в объективность судей Верховного суда. В Госдуме 6 созыва — член фракции КПРФ, заместитель председателя комитета Госдумы по конституционному законодательству и государственному строительству.
Осенью 2015 года, после интервью банкира Сергея Пугачева, предложил ввести уголовную ответственность для граждан, которые клевещат на российское государство, находясь за его пределами.
Выборы 2016 года
В июне 2016 года был выдвинут от КПРФ на выборы губернатора Тверской области. Однако избирательная комиссия отказала в регистрации из-за претензий к собранным в поддержку выдвижения подписям. Одновременно был выдвинут на выборах в Государственную думу 7 созыва в составе списка КПРФ. Шёл первым в региональной группе «Новгородская область (ОИК №134), Псковская область (ОИК №148), Тверская область (ОИК №179, ОИК №180)». Выборы проходили по смешанной системе, по спискам распределялись 225 мест из 450. По итогам состоявшихся 18 сентября 2016 года выборов список КПРФ набрал 13,34 % голосов и получил 35 мест, однако Вадим Соловьёв мандат не получил.

## Семья
Зять Вадима Соловьёва с 2014 по 2015 год участвовал в вооружённом конфликте на востоке Украины на стороне вооружённых сил самопровозглашённых республик ДНР и ЛНР.

## Награды
- Медаль ордена «За заслуги перед Отечеством» II степени (12 июня 2013 года) — за большой вклад в развитие российского парламентаризма и активную законотворческую деятельность[8]

## Публичные заявления
26 января 2016 года сделал заявление, что в эпидемии гриппа в России виновато правительство США:
Американцы длительное время вели и продолжают вести активную бактериологическую войну с Кубой, когда они чуму напускали всё время на Кубу со своей базы, я не исключаю, что их технологии разработаны очень серьёзно. Волна пошла с Украины. Я не исключаю, что именно американцы тут подсуетились в этой ситуации, начинают такую войну против нашей страны.
В июле 2016 года выступил за полный запрет игры Pokémon Go на территории России:
Когда эта игра возникла, весь мир сошел с ума. Когда начинают от безделья играть в эти надуманные игры, когда этим увлекаются и взрослые, и молодежь, и люди вместо того, чтобы заниматься серьезными делами. Это заменители жизни, как карты, как наркотики и так далее. Поэтому я сторонник того, чтобы этот бред запретить в России, чтобы не навязывать виртуальную реальность и не подменять жизнь такими играми.
В июле 2016 года предложил признать белорусские организации Молодой Фронт и Партия БНФ экстремистскими.